# Kölner Weinkeller

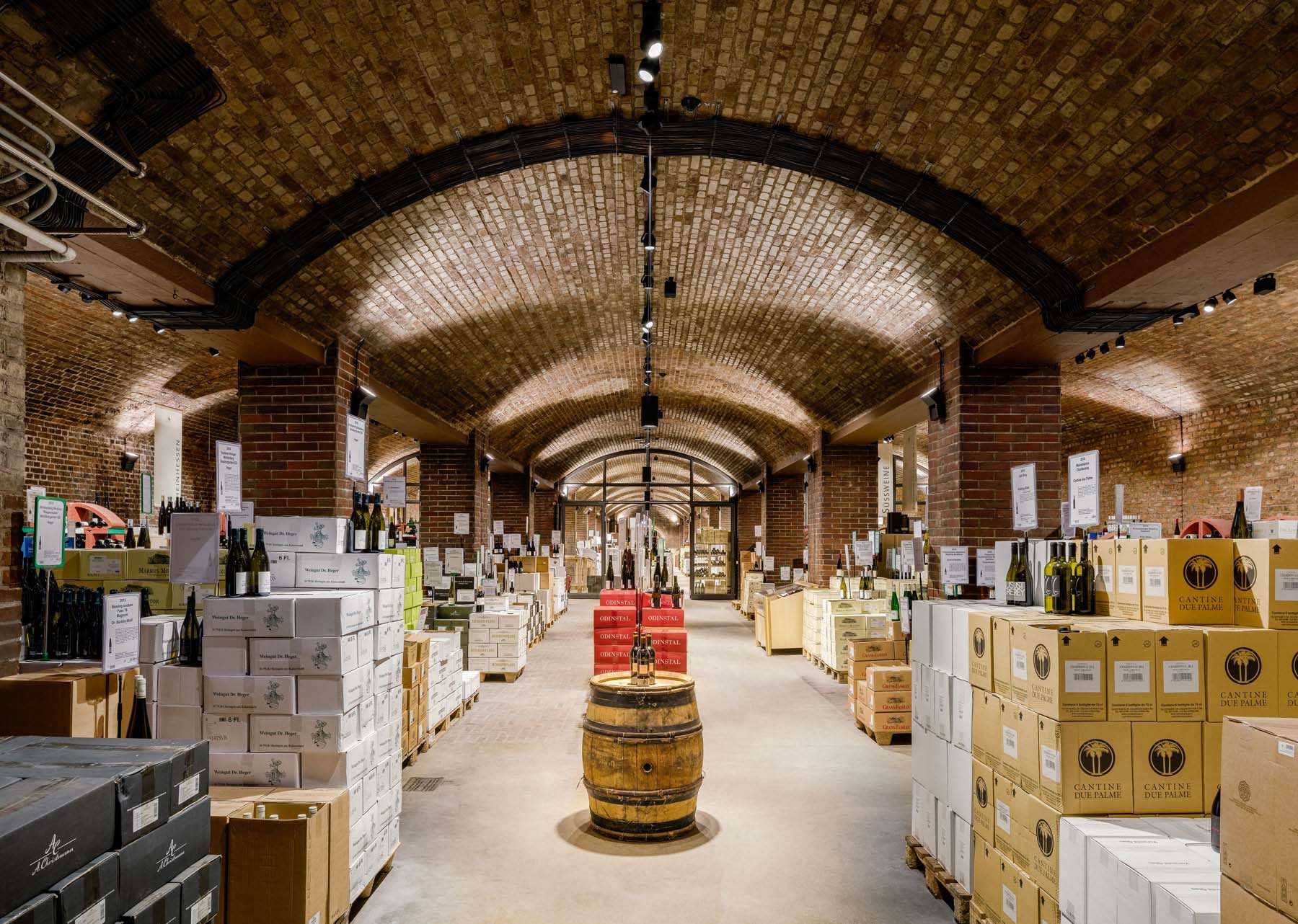
Gewölbekeller

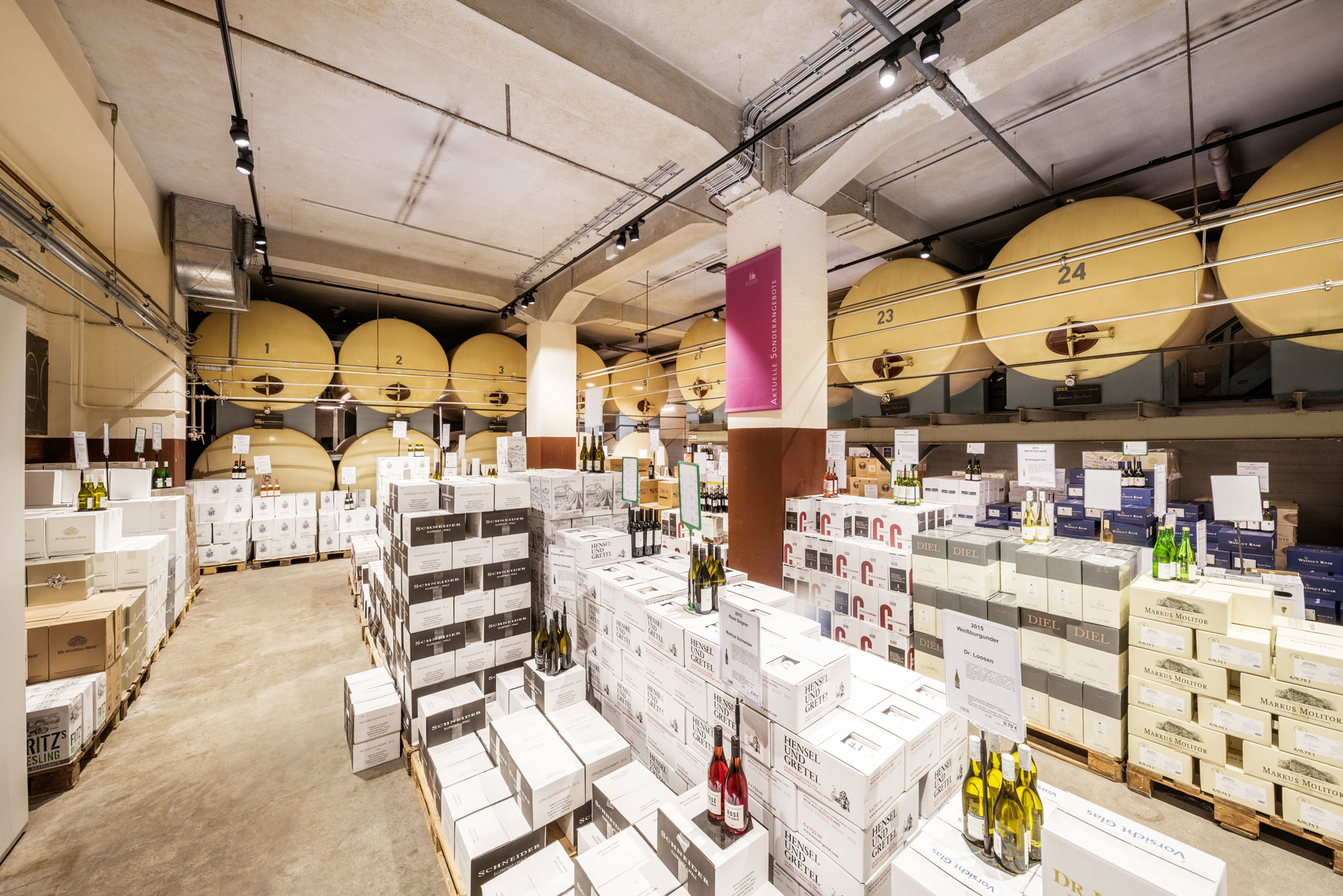
Emaillierte Tanks

Der Kölner Weinkeller ist ein von Cornelius Stüssgen 1937 im Neubau der Firmenzentrale an der Stolberger Straße in Köln-Braunsfeld errichteter Faßkeller, in dem Weine für die firmeneigenen Marken gelagert und abgefüllt wurden. Nach der Übernahme der Kölner Stüssgen-Märkte 1984 durch die Rewe Group und Schließung der Firmenzentrale wurde auch die Weinabfüllung eingestellt. Heute dient der Keller mit zum Teil noch im Original erhaltenen Einrichtungsgegenständen als Weinfachmarkt der Rewe Group.

## Geschichte und Architektur

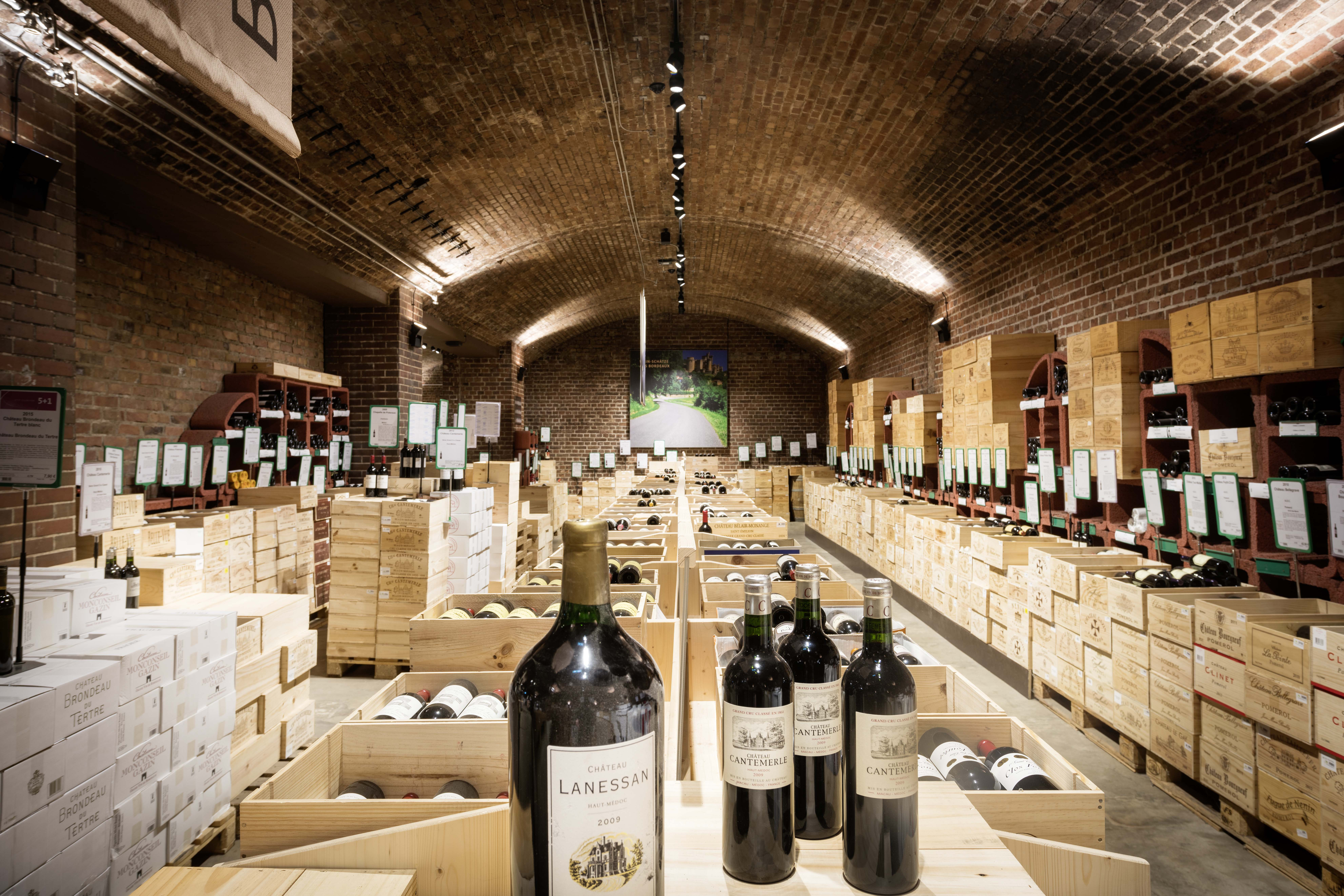
Bordeaux Abteilung

1937 wurde der Weinkeller von Cornelius Stüssgen erbaut, indem die Unternehmenszentrale in Köln-Braunsfeld unterkellert wurde. Die Umbaumaßnahmen für die 1928/29 errichtete Firmenzentrale erfolgte durch Walter Dißmann, der bereits beim Bau beteiligt war. Dazu wurde das Kellerbauwerk in Schachtbauweise erstellt.
Stüssgens Idee entstand aus dem Wunsch nach einem guten Fasskeller mit konstanten Temperaturen und einer hochwertigen Abfüllanlage, um die Filialen seines Einzelhandelsunternehmens mit Wein zu versorgen. Der Weg in den Keller führt über 51 Stufen bis in 13 Meter Tiefe.
Die Grundbauweise ist eine massive Betonkonstruktion, die mit speziellen Ziegelsteinen ausgemauert und in die ein freitragendes Gewölbe eingezogen wurde. Diese Bauweise sorgt für eine perfekte Luftfeuchtigkeit zur Weinlagerung und niedrige Temperaturen, so wird auch in heißen Sommern die Marke von 18 Grad nicht überschritten. Hierzu ist keine künstliche Klimatisierung notwendig. 
Auf 95 Meter Länge und 26 Meter Breite finden sich heute noch Zeugnisse der Weingeschichte des Kellers: Die alten emaillierten Tanks sind vollständig erhalten. Von den großen Holzfässern, die zur Lagerung des Weins dienten, sind nur noch einige erhalten geblieben. Außerdem kann man noch einige Rohrleitungen und elektrische Anlagen aus den Gründungsjahren sehen. In den Keller führt einer der ältesten in Betrieb befindlichen Aufzüge Kölns, der ebenfalls aus dem Jahr 1937 stammt. Am Ende der Ostseite des Kellers befindet sich die sogenannte „Schatzkammer“ mit einem alten schmiedeeisernen Tor, ausgeführt von August Kotthoff. In der Schatzkammer der Spitzenweine befindet sich auch ein Fass, das der Bildhauer Ewald Mataré 1947 als Auftragsarbeit zum 50-jährigen Jubiläum der Stüssgen-Märkte gestaltet hat. Es zeigt Gottvater sowie Adam und Eva mit Weinreben umrankt und trägt die Inschrift „Gott gab uns den Wein zur Freude“. Hier lagerte Stüssgen besondere Weine ein, auch heute noch werden hier die Raritäten sicher gelagert.
Im Zweiten Weltkrieg diente der Keller den Anwohnern aus Köln-Braunsfeld auch als Luftschutzbunker. In den 1980er Jahren gingen die Stüssgen-Märkte an die REWE-Gruppe. Im Zuge dessen wurde die Weinabfüllung im Keller in der Stolberger Straße eingestellt und die REWE eröffnete an dieser Stelle Mitte der 1970er Jahre einen Weinfachhandel. Der Keller wurde 1992 renoviert und dient heute als Fachhandel, insbesondere für Weine der höheren Preisgruppe.

## Heutige Nutzung
Die Namensgebung des heutigen Weingeschäfts entstand aus dem Sprachgebrauch in Köln, wo schon immer vom „Kölner -“ bzw. „Stüssgen-Weinkeller“ die Rede war. Der Weinkeller zählt heute als "herausragendes technisches Baudenkmal" zu den größten historischen Weinkellern Deutschlands, in dem heute auf über 2500 Quadratmetern über 150.000 Flaschen lagern. Die Weinhandlung wurde in den letzten Jahren mit zahlreichen Auszeichnungen geehrt. Neben Verkauf und Beratung wird das historische Gewölbe als Veranstaltungsort für Events und Fachmessen genutzt.

## Auszeichnung
- 2011: Weinhändler des Jahres Kategorie „Weinfacheinzelhandel“; Weinwirtschaft
- 2012: Weinhändler des Jahres; Der Feinschmecker[11]

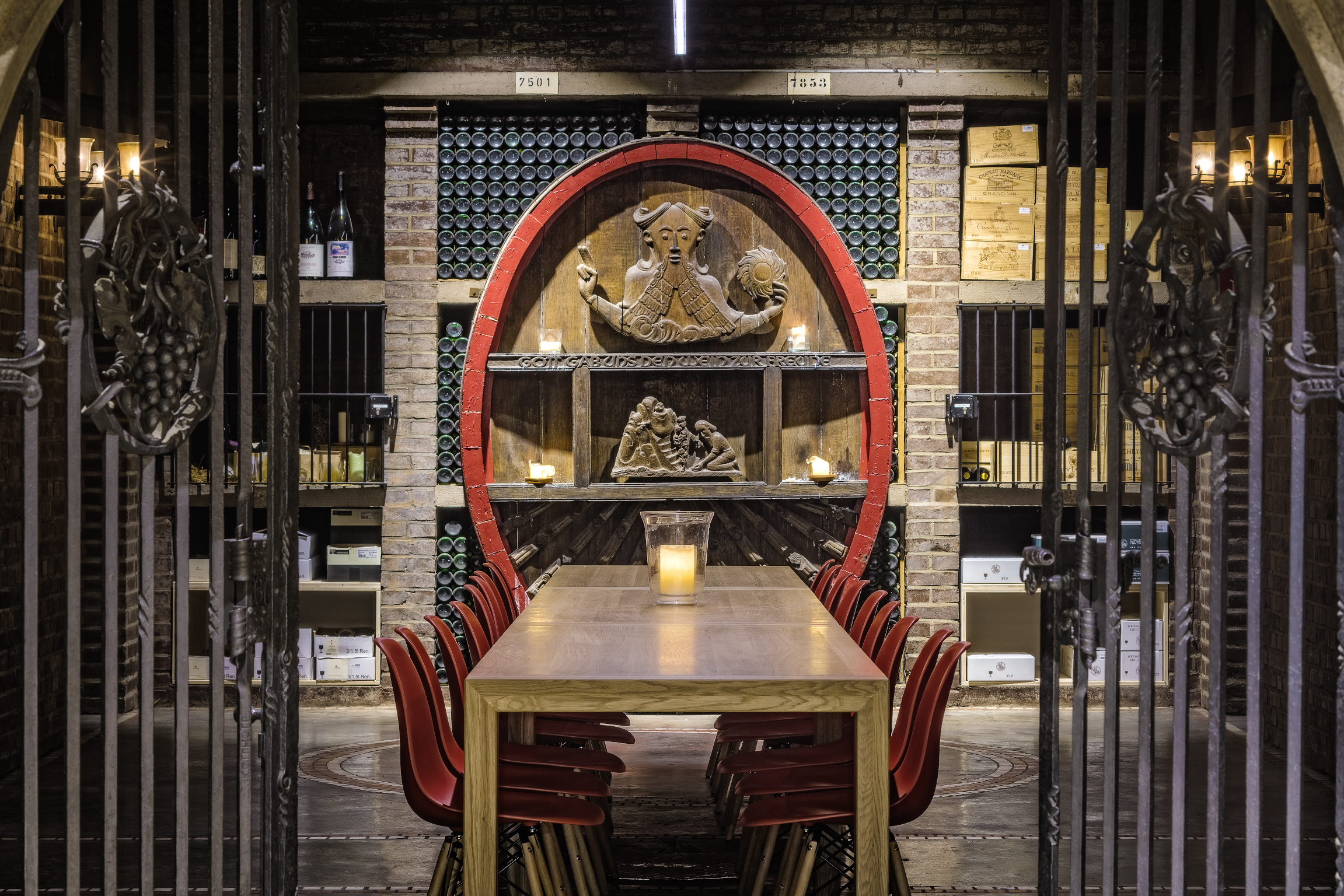
Schatzkammer

- 2025: Weinhändler des Jahres 2025; Meininger Verlag Schatzkammer2015: Fachhandelspreis, Deutsches Weininstitut, Dritter Platz[12]